# Operation Wolf 3
Operation Wolf 3 är ett arkadspel utvecklat av East Technology, och utgivet av Taito 1994. Spelet har svag anknytning till föregångarna Operation Wolf och Operation Thunderbolt. I stället för det militära temat i föregångarna, skall man i Operation Wolf 3 besegra terrorister.

## Handling
Terroristgruppen har tagit över en ö, och är beväpnade med kärnvapenmissiler. Två agenter, som går under kodnamnen "Hornet" och "Queen Bee" skall stoppa dem.

### Fotnoter
1. ↑  ”Operation Wolf 3” (på engelska). Gamefaqs. 10 mars 1994. http://www.gamefaqs.com/arcade/568392-operation-wolf-3/data. Läst 7 juni 2014.